# Louis Verreydt
Louis Verreydt (* 25. November 1950 in Noorderwijk (Antwerpen); † 13. August 1977 in Herentals) war ein belgischer Radrennfahrer und Weltmeister im Radsport.

## Sportliche Laufbahn
Nachdem Verreydt eine Reihe von Erfolgen als Junior verbuchen konnte, wurde er 1970 erstmals in die belgische Nationalmannschaft berufen. 1971 gewann er die Amateurausgabe des Klassikers Paris–Roubaix, 1972 wurde er Zweiter. Im August des Jahres 1971 siegte er mit dem belgischen Team bei der UCI-Straßen-Weltmeisterschaft im Mannschaftszeitfahren. Kurz zuvor hatte der belgische Vierer den Olympia-Preis (ein 100-Kilometer-Mannschaftszeitfahren) in der DDR gewonnen. Zum Saisonende gewann er in der DDR das stark besetzte Rennen Rund um Sebnitz. 1972 konnte er Zweiter der belgischen Meisterschaft werden und eine Etappe im Grand Prix Wilhelm Tell in der Schweiz gewinnen. 1972 nahm er an den Olympischen Spielen in München teil und belegte im Mannschaftszeitfahren über 100 Kilometer den 4. Platz. Noch in der Saison 1972 wechselte er ins Lager der Berufsfahrer und fuhr für das Team Ijsboerke. Sein bedeutendster Erfolg als Profi war der Sieg im Rennen Dwars door Vlaanderen 1974. Er starb 1977 an einem Herzinfarkt.